# Blida, Algeriet
För andra betydelser, se Blida (olika betydelser).
Blida (arabiska: البليدة, el-Boulaïda) är en stad i norra Algeriet, belägen cirka 40 kilometer sydväst om Alger. Staden är huvudort i provinsen med samma namn och ligger vid foten av Tellatlas och sydänden av den fruktbara Mitidjaslätten. Folkmängden i kommunen uppgick till 163 586 invånare vid folkräkningen 2008, varav 155 005 bodde i centralorten. I storstadsområdet beräknades folkmängden till cirka 446 000 invånare 2018.
Blida har handel med och förädling av jordbruksprodukter, särskilt oliver och citrusfrukter. Den har ett universitet sedan 1981. Staden grundades 1553 av arabiska flyktingar från Andalusien.